# Draft NBA
Il draft NBA è un evento annuale della National Basketball Association (NBA) nel quale le trenta franchigie possono scegliere nuovi giocatori; essi devono avere almeno diciannove anni e di solito provengono dai college. Nonostante fossero frequenti anche le scelte di giocatori internazionali o provenienti direttamente dall'high school, questa opzione è divenuta impossibile dal draft del 2006.

## Struttura
Il draft si divide in due turni. L'ordine delle selezioni è basato su determinate regole:
- i primi posti (nel quale vengono scelti i giocatori migliori) sono delle 14 squadre che non si sono qualificate ai playoff nella stagione precedente. Queste squadre partecipano ad un sorteggio che determina l'ordine di scelta fra di loro. Gli altri 16 posti nel draft sono riservati alle squadre che si sono qualificate ai playoff. L'ordine di scelta tra questi 16 è determinato dal rapporto fra vittorie-sconfitte nella stagione precedente, andando dal peggiore al migliore. Quindi la squadra che ha vinto la regular season (che non è necessariamente quella che ha vinto il titolo) sceglie per ultima;
- nel secondo turno si rispetta lo stesso ordine. Tuttavia, le squadre possono scambiare il loro posto nel draft durante gli scambi di giocatori, quindi la struttura del secondo turno può variare molto dal primo a seconda degli scambi.

La lega proibisce a un team di trattare le proprie prime scelte di anni consecutivi. Questa regola fu creata parzialmente come reazione alle pratiche dei Cleveland Cavaliers nei primi anni ottanta. Ted Stepien, il proprietario della squadra dal 1980 al 1983, fece una serie di scambi per giocatori di discutibile valore che costarono alla squadra molte scelte nei draft degli anni successivi. Gli scambi avevano quasi distrutto il mercato: la lega forzò Stepien a vendere la squadra e dovette rendere più accettabile lo scambio regalando delle scelte negli anni successivi ai Cavaliers.

## Come funziona ladraft lottery
Quattordici palline da ping pong numerate da 1 a 14 sono messe in una macchina come quelle di usate per le estrazioni della lotteria, da cui vengono estratte a caso quattro palline per determinare il vincitore. L'ordine dei numeri estratti non è significativo, così che le 24 diverse permutazioni degli stessi quattro numeri estratti sono tutte considerate equivalenti. Per esempio la combinazione 1-2-3-4 è considerata allo stesso modo della combinazione 3-4-2-1. Eliminando l'importanza dell'ordine dei numeri, le 24 024 (14×13×12×11) sequenze sono così ridotte a 1 001. Di queste, 1 000 sono divise fra tutte le squadre che non si sono qualificate per i playoff dell'NBA. L'unica combinazione non assegnata è 11-12-13-14.
A partire dal 2005, con 30 squadre partecipanti al campionato NBA, 16 si qualificano ai playoff e i rimanenti 14 team entrano nella Draft Lottery. Queste 14 squadre sono classificate in ordine inverso rispetto al record della regular season e, dal 2019, viene loro assegnato il seguente numero di chance:
1. 140 combinazioni, 14% di probabilità di poter fare la prima scelta
2. 140 combinazioni, 14% di probabilità
3. 140 combinazioni, 14% di probabilità
4. 125 combinazioni, 12,5% di probabilità
5. 105 combinazioni, 10,5% di probabilità
6. 90 combinazioni, 9% di probabilità
7. 75 combinazioni, 7,5% di probabilità
8. 60 combinazioni, 6% di probabilità
9. 45 combinazioni, 4,5% di probabilità
10. 30 combinazioni, 3% di probabilità
11. 20 combinazioni, 2% di probabilità
12. 15 combinazioni, 1,5% di probabilità
13. 10 combinazioni, 1% di probabilità
14. 5 combinazioni, 0,5% di probabilità

In caso di pareggio, per determinare il vincitore viene solitamente lanciata una moneta, in modo tale da determinare quale squadra avrà la miglior posizione. Le combinazioni per i punti in questione sono divisi anche fra i team con una scelta aggiuntiva data al vincitore del lancio della moneta.
La Draft Lottery è diretta da testimoni che verificano che tutte le 14 palline rappresentanti le squadre siano presenti e siano posizionate all'interno della macchina che le estrarrà in seguito. Le palline restano nella macchina per 20 secondi per rendere totalmente casuale la probabilità della prima pallina estratta. Le rimanenti tre palline vengono estratte ad intervalli regolari di 10 secondi l'uno dall'altro. I funzionari della NBA decidono quale squadra ha ottenuto la combinazione vincente, verrà così assegnata a quel team la prima scelta nel draft. Le quattro palline vengono poi rimesse nella macchina e il processo viene ripetuto per determinare la seconda e la terza squadra che avrà la scelta. Nel caso in cui la combinazione estratta appartenga a una squadra che ha già avuto la sua scelta (o nel caso venga estratta l'unica combinazione non assegnata), viene ripetuto il meccanismo finché non si otterrà un singolo vincitore.
Quando i primi tre team sono stati determinati, le scelte rimanenti sono assegnate basandosi sui record della regular season, con la squadra con il record peggiore al primo posto e così via.
Nel caso in cui una delle 14 squadre che partecipa alla Lottery scambiasse la sua scelta con una squadra dei playoff, la squadra che gioca i playoff prende la posizione della squadra della Lottery in tutte le situazioni della Lottery stessa.

## I giocatori scelti
Tutti i giocatori statunitensi sono automaticamente eleggibili a 19 anni. Un giocatore americano è autorizzato a dichiarare la sua eleggibilità per il draft in qualsiasi momento fra il diploma del liceo ed il completamento dell'eleggibilità del college. Un giocatore internazionale può dichiarare la sua eleggibilità a partire dall'anno di calendario del suo diciannovesimo compleanno. L'NBA stabilisce due date limite precedenti il draft. I giocatori interessati e non automaticamente eleggibili devono dichiarare il loro interesse entro la prima data, dopo la quale, la NBA organizza "camp" pre-draft per permettere ai giocatori di dimostrare le proprie capacità. Le squadre possono anche fare audizioni individuali. Un giocatore può ritirarsi dal draft in qualsiasi momento prima della data finale, che è una settimana prima del draft. 
I giocatori non perdono la possibilità di giocare al college dichiarandosi eleggibili la prima volta, a meno che non restino iscritti fino alla data finale, dopo la quale perdono tale possibilità. Così pure perdono tale possibilità se, dopo essersi ritirati in un'annata, si dichiarano nuovamente eleggibili una seconda volta (In sostanza coloro che non hanno ancora terminato il college possono ritirarsi solo una volta). Tutto questo anche se non vengono scelti da nessuna squadra. Allo stesso modo, perdono la possibilità di giocare al college nel caso in cui firmino con un agente.
Le squadre sono obbligate ad ingaggiare almeno per un anno il giocatore scelto al primo giro. I diritti sui giocatori scelti al secondo giro appartengono alla squadra per tre anni, senza però obbligo di ingaggiarli.
Prima un giocatore viene selezionato, più alto è il suo valore potenziale. La prima scelta del draft di solito è quello che è considerato il miglior giocatore disponibile. Comunque, essere la prima scelta non significa necessariamente che il giocatore sarà una superstar. Michael Jordan fu la terza scelta nel draft NBA del 1984, ed è riconosciuto universalmente tra i più grandi giocatori di tutti i tempi. I due giocatori scelti prima di Jordan in quel draft ebbero destini diversi. Mentre la prima scelta, Hakeem Olajuwon, ebbe una carriera che lo posizionò nella Hall of Fame, la seconda scelta, Sam Bowie, ebbe una carriera breve (anche a causa di molti infortuni) con molti cambi di squadra.

## Steal of the draft
Con il termine "steal of the draft" (in italiano "furto del draft"), si intende un giocatore chiamato con una scelta molto bassa, e che nel corso della carriera si impone invece come all-star o comunque come giocatore molto più affermato di tanti altri scelti prima di lui. Uno steal of the draft aggiunge molto prestigio alla carriera del general manager della squadra NBA che lo compie, dimostrandone la lungimiranza nel cogliere il talento di un giocatore.

## Le prime scelte
- 1947 -  Clifton McNeely;  Pittsburgh Ironmen
- 1948 -  Andy Tonkovich;  Prov. Steamrollers
- 1949 -  Howie Shannon;  Prov. Steamrollers
- 1950 -  Charlie Share;  Boston Celtics
- 1951 -  Gene Melchiorre;  Baltimore Bullets
- 1952 -  Mark Workman;  Milwaukee Hawks
- 1953 -  Ray Felix;  Baltimore Bullets
- 1954 -  Frank Selvy;  Baltimore Bullets
- 1955 -  Dick Ricketts;  Milwaukee Hawks
- 1956 -  Sihugo Green;  Rochester Royals
- 1957 -  Rod Hundley;  Cincinnati Royals
- 1958 -  Elgin Baylor;  Minneapolis Lakers
- 1959 -  Bob Boozer;  Cincinnati Royals
- 1960 -  Oscar Robertson;  Cincinnati Royals
- 1961 -  Walt Bellamy;  Chicago Packers
- 1962 -  Bill McGill;  Chicago Zephyrs
- 1963 -  Art Heyman;  N.Y. Knicks
- 1964 -  Jim Barnes;  N.Y. Knicks
- 1965 -  Fred Hetzel;  S.F. Warriors
- 1966 -  Cazzie Russell;  N.Y. Knicks
- 1967 -  Jimmy Walker;  Detroit Pistons
- 1968 -  Elvin Hayes;  San Diego Rockets
- 1969 -  Kareem Abdul Jabbar;  Milwaukee Bucks
- 1970 -  Bob Lanier;  Detroit Pistons
- 1971 -  Austin Carr;  Cleveland Cavaliers
- 1972 -  LaRue Martin;  Portland T. Blazers
- 1973 -  Doug Collins;  Philadelphia 76ers
- 1974 -  Bill Walton;  Portland T. Blazers
- 1975 -  David Thompson;  Atlanta Hawks
- 1976 -  John Lucas;  Houston Rockets
- 1977 -  Kent Benson;  Milwaukee Bucks
- 1978 -  Mychal Thompson;  Portland T. Blazers
- 1979 -  Magic Johnson;  L.A. Lakers
- 1980 -  Joe Barry Carroll;  G.S. Warriors
- 1981 -  Mark Aguirre;  Dallas Mavericks
- 1982 -  James Worthy;  L.A. Lakers
- 1983 -  Ralph Sampson;  Houston Rockets
- 1984 -  Hakeem Olajuwon;  Houston Rockets
- 1985 -  Patrick Ewing;  N.Y. Knicks
- 1986 -  Brad Daugherty;  Cleveland Cavaliers
- 1987 -  David Robinson;  San Antonio Spurs
- 1988 -  Danny Manning;  L.A. Clippers
- 1989 -  Pervis Ellison;  Sacramento Kings
- 1990 -  Derrick Coleman;  N.J. Nets
- 1991 -  Larry Johnson;  Charlotte Hornets
- 1992 -  Shaquille O'Neal;  Orlando Magic
- 1993 -  Chris Webber;  Orlando Magic
- 1994 -  Glenn Robinson;  Milwaukee Bucks
- 1995 -  Joe Smith;  G.S. Warriors
- 1996 -  Allen Iverson;  Philadelphia 76ers
- 1997 -  Tim Duncan;  San Antonio Spurs
- 1998 -  Michael Olowokandi;  L.A. Clippers
- 1999 -  Elton Brand;  Chicago Bulls
- 2000 -  Kenyon Martin;  N.J. Nets
- 2001 -  Kwame Brown;  Wash. Wizards
- 2002 -  Yao Ming;  Houston Rockets
- 2003 -  LeBron James;  Cleveland Cavaliers
- 2004 -  Dwight Howard;  Orlando Magic
- 2005 -  Andrew Bogut;  Milwaukee Bucks
- 2006 -  Andrea Bargnani;  Toronto Raptors
- 2007 -  Greg Oden;  Portland T. Blazers
- 2008 -  Derrick Rose;  Chicago Bulls
- 2009 -  Blake Griffin;  L.A. Clippers
- 2010 -  John Wall;  Wash. Wizards
- 2011 -  Kyrie Irving;  Cleveland Cavaliers
- 2012 -  Anthony Davis;  N.O. Hornets
- 2013 -  Anthony Bennett;  Cleveland Cavaliers
- 2014 -  Andrew Wiggins;  Cleveland Cavaliers
- 2015 -  Karl-Anthony Towns;  Minnesota T'wolves
- 2016 -  Ben Simmons;  Philadelphia 76ers
- 2017 -  Markelle Fultz;  Philadelphia 76ers
- 2018 -  Deandre Ayton;  Phoenix Suns
- 2019 -  Zion Williamson;  N.O. Pelicans
- 2020 -  Anthony Edwards;  Minnesota T'wolves
- 2021 -  Cade Cunningham;  Detroit Pistons
- 2022 -  Paolo Banchero;  Orlando Magic
- 2023 -  Victor Wembanyama;  San Antonio Spurs
- 2024 -  Zaccharie Risacher;  Atlanta Hawks
- 2025 -  Cooper Flagg;  Dallas Mavericks

Undici prime scelte hanno poi vinto l'NBA Most Valuable Player Award: Oscar Robertson, Kareem Abdul-Jabbar (record, sei volte vincitore), Bill Walton, Magic Johnson (tre volte vincitore), Hakeem Olajuwon, David Robinson, Shaquille O'Neal, Allen Iverson, Tim Duncan (due volte vincitore), LeBron James (quattro volte vincitore), e Derrick Rose.
Dal Draft 1985 sono dieci le prime scelte che hanno vinto un titolo NBA: David Robinson, Shaquille O'Neal, Glenn Robinson, Tim Duncan, LeBron James, Dwight Howard, Andrew Bogut, Kyrie Irving, Anthony Davis ed Andrew Wiggins.
Le squadre a non aver mai avuto la prima scelta al Draft sono: Denver Nuggets, Indiana Pacers, Memphis Grizzlies, Miami Heat e Utah Jazz.